# Pesemejärvi
Pesemejärvi är en sjö i Kiruna kommun i Lappland och ingår i Torneälvens huvudavrinningsområde. Sjön har en area på 0,0891 kvadratkilometer och ligger 359 meter över havet.

## Delavrinningsområde
Pesemejärvi ingår i det delavrinningsområde (758555-178694) som SMHI kallar för Ovan 758623-178758. Medelhöjden är 356 meter över havet och ytan är 1,65 kvadratkilometer. Det finns ett avrinningsområde uppströms, och räknas det in blir den ackumulerade arean 6,09 kvadratkilometer. Suijajoki som avvattnar avrinningsområdet har biflödesordning 4, vilket innebär att vattnet flödar genom totalt 4 vattendrag innan det når havet efter 404 kilometer. Avrinningsområdet består mestadels av skog (92 procent). Avrinningsområdet har 0,14 kvadratkilometer vattenytor vilket ger det en sjöprocent på 8,6 procent.